# 艾塞克斯郡 (紐澤西州)
埃塞克斯县（英語：Essex County）是位於美国新泽西州東北部的一個郡。至2020年，艾塞克斯郡有86萬3,728名居民，在紐澤西州內排名第二，僅在伯根县之後。其郡政府位於紐華克。